# Macau Esporte Clube
O Macau Esporte Clube é um clube brasileiro de futebol, da cidade de Macau, no estado do Rio Grande do Norte. Disputou o Campeonato Potiguar de Futebol pela primeira vez em 1978.[carece de fontes?] Foi fundado em 8 de junho de 1978. Suas cores são azul, preto e Branco.
O clube manda seus jogos no Estadio Walter Bichão, em Macau, que tem capacidade para 5000 pessoas. Tem como mascote o tubarão, e é apelidado como Time Salineiro.

## Títulos
| Estaduais | Estaduais                        | Estaduais | Estaduais  |
|           | Competição                       | Títulos   | Temporadas |
| --------- | -------------------------------- | --------- | ---------- |
|           | Campeonato Potiguar - 2ª Divisão | 1         | 2005       |

## Desempenho em Competições

### Campeonato Potiguar - 1ª divisão
| Ano  | Posição                    |
| 1978 | 7°                         |
| 1979 | 9°                         |
| 1996 | 10º                        |
| 2006 | 11º                        |
| 2007 | 7º                         |
| 2008 | 9º                         |
| 2009 | 11º (Lanterna e Rebaixado) |

### Campeonato Potiguar - 2ª divisão
| Ano  | Posição               |
| 2004 | 5º (Vice-Lanterna)    |
| 2005 | (Campeão e Promovido) |
| 2009 | 6º (Lanterna)         |

### Copa RN
| Ano  | Posição       |
| 2006 | 10º           |
| 2007 | 9º (Lanterna) |
| 2008 | 9º            |